# Hraboveț, Strîi
Hraboveț (în ucraineană Грабовець) este o comună în raionul Strîi, regiunea Liov, Ucraina, formată numai din satul de reședință.

## Demografie
Componența lingvistică a comunei Hraboveț
     Ucraineană (99,32%)
     Alte limbi (0,68%)
Conform recensământului din 2001, majoritatea populației comunei Hraboveț era vorbitoare de ucraineană (99,32%), existând în minoritate și vorbitori de alte limbi.